# Act of Violence
Act of Violence és una pel·lícula estatunidenca dirigida per Fred Zinnemann, estrenada el 1948.

## Argument[1]
Parkson, que ha quedat minusvàlid a la Segona Guerra mundial, acusa Enley de ser responsable de la mort de diversos soldats que volien fugir d'un camp de presoners. Tenint por de ser detingut, Enley contracta un home per matar Parkson.

## Repartiment
- Van Heflin: Frank R. Enley
- Robert Ryan: Joe Parkson
- Janet Leigh: Edith Enley
- Mary Astor: Pat
- Phyllis Thaxter: Ann Sturges
- Berry Kroeger: Johnny
- Taylor Holmes: Gavery
- Harry Antrim: Fred Finney
- Connie Gilchrist: Martha Finney
- Will Wright: el qui lloga el vaixell a Redwood Lake